# جاين (مغنية)
جان لوي غاليس (بالفرنسية: Jeanne Louise Galice)‏ والمعروفة باسمها الفني جاين (بالفرنسية: Jain)‏؛ هي مغنية وكاتبة أغاني فرنسية. صدر ألبومها الأول، Zanaka في 6 نوفمبر 2015. وأصدرت ألبومها الثاني، بعنوان Souldier، في 24 أغسطس 2018.

## السيرة الشخصية

### السنوات المبكرة
ولدت جاين في 7 فبراير 1992 في تولوز في فرنسا. سافرت المغنية أوكيتانية العرق إلى العالم لمتابعة المتطلبات المهنية لوالدها، غادرت فرنسا وهي في التاسعة من عمرها متوجهة إلى دبي، حيث قضت ثلاث سنوات؛ ثم عاشت لمدة أربع سنوات في الكونغو برازافيل، التي تنسب إليها ذوقها للألحان الراقصة؛ ثم أمضت عامًا في أبو ظبي، قبل الانتقال إلى باريس حيث بدأت دورة تدريبية لما قبل المدرسة. أثرت هذه الرحلات على أسلوبها الموسيقي. تعلمت أيضًا كيفية العزف على الطبول في باو، والإيقاع باللغة العربية في الشرق الأوسط، والبرمجة الموسيقية في الكونغو.

### المهنة الموسيقية
بدأ جاين تأليف مسارات تجريبية في بوانت نوار، الكونغو برازافيل. هناك قابلت السيد فلاش، الذي قدمها إلى البرمجة الموسيقية. ثم نشرت مساراتها التجريبية على موقع MySpace ، حيث لوحظت من قبل دريدي، الذي أصبح مديرا لها ولا يزال حتى اليوم. اكتشفها أيضًا المغني يوديليس ودعا جاين لمقابلته في باريس. بدأوا العمل معًا، وساعدها على إطلاق حياتها المهنية.
لاقت أغنية "Come" نجاحًا كبيرًا في فرنسا وإسبانيا، وتم إصدار فيديو موسيقي لـ "Come" في 2 يونيو 2015 على قناة جاين الرسمية على يوتيوب. في نوفمبر 2016، حصلت "Come" على شهادة الماسة في فرنسا. كما تم استخدام الأغنية من قبل القناة التلفزيونية البولندية بولسات وفي عام 2017 ظهرت في المسلسل التلفزيوني الأمريكي على شبكة الإنترنت حمية سانتا كلاريتا.
قدمت جاين عرضاً في مهرجان سوليدايز 2015، ومهرجان بيج (بياريتز إنترناشونال جروف) في بياريتز ومهرجان بيبوب.
في 21 سبتمبر 2015، كشفت جاين عن غلاف ألبومها الأول زاناكا Zanaka. «زاناكا» تعني «الطفل» في الملغاشية، وهذا اللقب هو تكريم لوالدتها التي هي من أصل فرنسي ملغاشي. تم الإعلان عن تاريخ إصدار الألبوم في 6 نوفمبر 2015 مع قائمة الأغاني في 8 أكتوبر 2015. وتضمنت 10 أغنيات منها أغنيتي «تعال» و «ماكيبا». تم استخدام ماكيبا في إعلان Levi التجاري الذي أظهر راقصين (يرتدون الجينز) في بيئة إيقاعية عرقية.
حصل زاناكا على شهادة الذهب في فبراير 2016 لمبيعات تجاوزت 50000 نسخة في فرنسا. في ديسمبر 2018، تم اعتماد ألماس في فرنسا لمبيعات تجاوزت 500,000 نسخة. تم صدرت زاناكا لاحقًا في المملكة المتحدة والولايات المتحدة في 21 أكتوبر 2016. تم إصدار مقطع فيديو موسيقي لأغنية ماكيبا "Makeba" إلى قناة جاين الرسمية على يوتيوب في 30 نوفمبر 2016. تم ترشيح الفيديو الموسيقي لأفضل فيديو موسيقي في حفل توزيع جوائز الغرامي السنوية في عام 2018.
في 25 مايو 2018، تم إصدار أغنية "Alright" كأغنية رئيسية من ألبومها الثاني Souldier ، والذي تم إصداره في 24 أغسطس 2018. تم إصدار مقطع فيديو موسيقي لأغنية "Alright" في 25 يونيو 2018. وبلغت أغنية "Alright" ذروتها في المرتبة السادسة في فرنسا، حيث قضت ثلاثة أسابيع في المراكز العشرة الأولى. في عام 2018، كانت أغنية "Alright" هي الأغنية رقم 51 الأكثر مبيعًا في فرنسا.
في 8 أكتوبر 2018، تم إصدار أغنية "Oh Man" كأغنية الألبوم الثانية. تم إصدار فيديو موسيقي للأغنية في 21 ديسمبر 2018. تم تصويره في المتحف الوطني للفنون في كاتالونيا. في أبريل 2019، قدمت جاين عرضًا في مهرجان ركوتشيلا. في 19 أبريل 2019، أصدرت أغنية «جلوريا».
في 7 يونيو 2019، قدمت جاين أغنيتي «جلوريا» و «ماكيبا» و "Heads Up" في حفل افتتاح كأس العالم للسيدات 2019.

## الجوائز
| الجوائز                                                                      | السنة |
| ---------------------------------------------------------------------------- | ----- |
| European Border Breakers Awards                                              | 2017  |
| NRJ Music Awards (Francophone Female Artist of the Year)                     | 2018  |
| Prix Talents W9 (Jury Prize)                                                 | 2016  |
| Victoires de la Musique (Female Artist of the Year, Music Video of the Year) | 2017  |

## روابط خارجية
- جاين على موقع IMDb (الإنجليزية)
- جاين على موقع ميوزك برينز (الإنجليزية)
- جاين على موقع أول ميوزيك (الإنجليزية)
- جاين على موقع ديسكوغز (الإنجليزية)

- الموقع الرسمي